# 어썸이엔티
어썸이엔티는 대한민국의 연예 기획사이다.

## 연혁
- 2018년 7월 (주)어썸이엔티 설립
- 2019년 6월 (주식회사)콘텐츠와이를 인수

## 현재 소속 연예인
- 박서준
- 한지혜
- 이현우
- 김유정
- 유라
- 양혜지
- 배현성
- 김강훈
- 강승호
- 손상연
- 백재우
- 김예지
- 홍비라
- 문상민
- 조성원
- 박승연
- 임지섭
- 주현우
- 차정현
- 김선우
- 홍민기
- 정다은
- 이지현
- 유해진

## 과거 소속 연예인
- 류한비
- 홍수현
- 홍승범
- 정혜린
- 이강민
- 한도우
- 이정민
- 김도완